# Uranium City

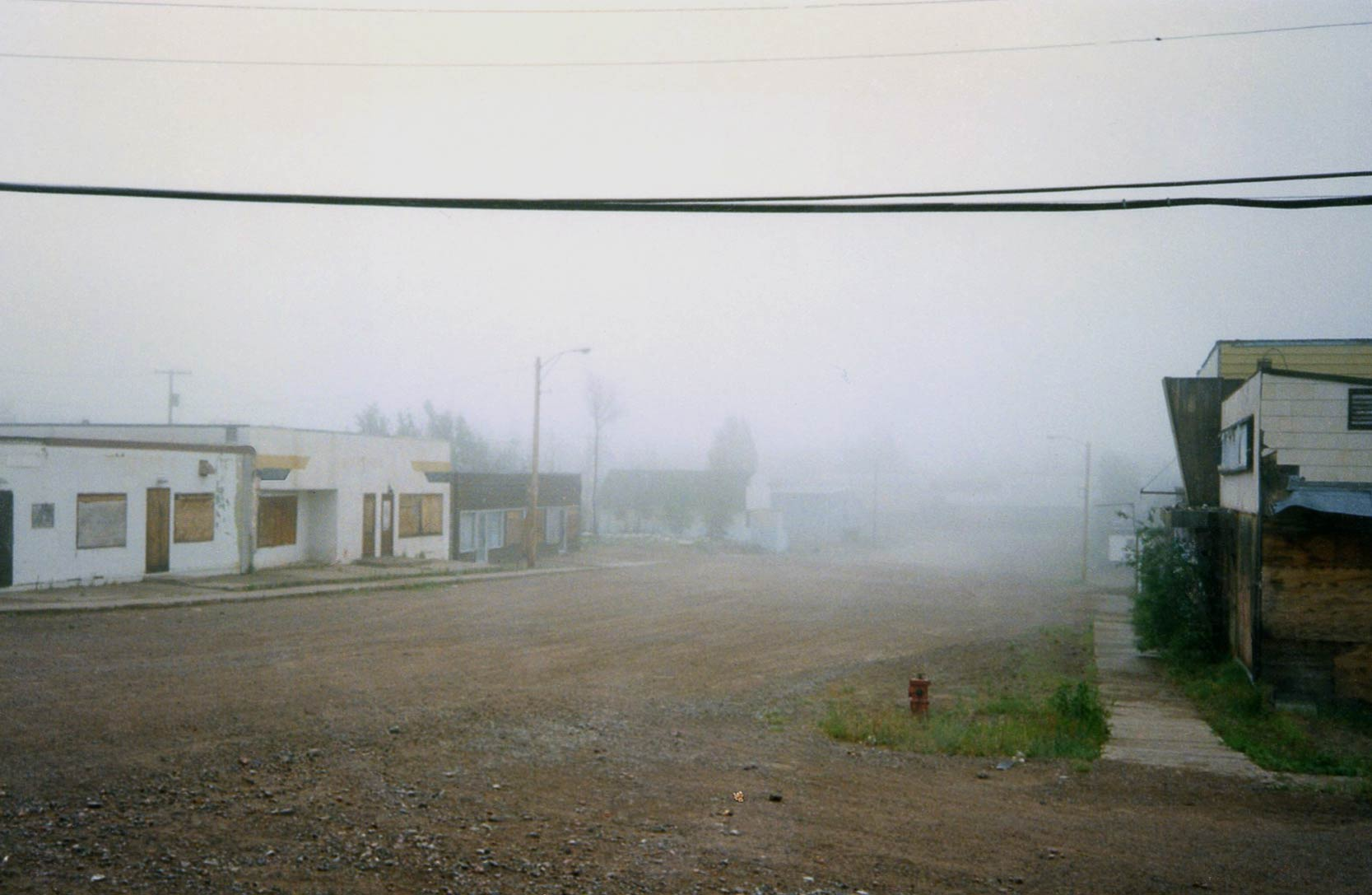
Die Hauptstraße von Uranium City, um 2000

Uranium City ist eine Gemeinde (Northern Settlement) im Nordwesten der kanadischen Provinz Saskatchewan. Sie liegt 700 km nördlich von Prince Albert, 700 km nordnordöstlich von Edmonton (Alberta), und 50 km südlich der Grenze zwischen Saskatchewan und den Nordwest-Territorien am Nordufer des Athabascasees.
Uranium City ist eine unselbständige Gemeinde und wird durch den Northern Saskatchewan Administration District (NSAD) verwaltet.

## Geschichte
Im 19. Jahrhundert führte ein alter Fellhandelsweg am Athabascasee vorbei, dem Alexander MacKenzie auf seiner Reise in die Arktis folgte. Außer dem Fallenstellen und der Goldsuche gab es in dieser Region kaum wirtschaftlichen Aktivitäten, bis bei Goldfields Gold gefunden wurde. In der zweiten Hälfte der 1930er Jahre wurde Uran gefunden und die kanadische Regierung gründete die Eldorado Mining and Refining Corporation zur Kontrolle der Explorations- und Bergbauaktivitäten. Private Erkundungsarbeiten waren während des Zweiten Weltkrieges verboten.
Im Jahr 1946 begann Eldorado Mining and Refining mit Probebohrungen zur Erkundung der Lagerstätte und nach Aufhebung des Explorationsverbotes entstanden in kurzer Zeit viele Uranbergwerke.
Uranium City wurde als Wohn- und Versorgungsort für die Bergwerke im Uran-Abbaugebiet am Beaverlodge Lake durch die Provinzregierung von Saskatchewan geplant und 1952 mit Unterstützung der Eldorado Nuclear Ltd. aufgebaut.
Uranium City litt unter denselben Problemen wie andere monostrukturelle Gemeinden. Die Entwicklung der Stadt hing von der Urannachfrage ab und erlebte mehrere Höhen und Tiefen, bis 1982 die letzte Grube schloss. In anderen Gebieten Saskatchewans (McArthur River, Cigar Lake) wurden höhere Urananteile im Gestein gefunden und der Abbau in Uranium City daher eingestellt.
Die Ortschaft besitzt eine Grundschule, eine Krankenstation und eine Poststelle.

## Bevölkerung
Anfangs wohnten die wenigen Einwohner von Uranium City in Zelten. Der Uranboom ließ Uranium City zu einer blühenden Stadt mit bis zu 5000 Einwohnern gedeihen. 1982 verließ der überwiegende Teil der Bevölkerung die Stadt schlagartig, und inzwischen leben in der verbliebenen Geisterstadt noch ungefähr 100 Einwohner.

## Söhne und Töchter der Stadt
- Gina Kingsbury (* 1981), Eishockeyspielerin, -trainerin und -funktionärin

## Einzelbelege
1. ↑  Encyclopedia of Saskatchewan. Archiviert vom Original (nicht mehr online verfügbar) am 3. Dezember 2013; abgerufen am 8. Juli 2011.  Info: Der Archivlink wurde automatisch eingesetzt und noch nicht geprüft. Bitte prüfe Original- und Archivlink gemäß Anleitung und entferne dann diesen Hinweis.
2. ↑  Municipality Details. In: Municipal Directory System. Government of Saskatchewan, 13. April 2021, abgerufen am 4. Februar 2022 (englisch).
3. ↑  Uranium City. In: The Canadian Encyclopedia. (englisch, französisch).